# Jenny Lindo
Jenny Elizabeth Lindo Díaz es una abogada, periodista y política colombiana. Fue codirectora nacional del Partido Liberal Colombiano (2007-2009) y fue Jefa de Gabinete y Secretaria General del Departamento de Sucre nombrada en 2021.

## Reseña Biográfica
Lindo es abogada de la Universidad Libre de Colombia, donde también obtuvo una maestría en derecho administrativo. Afiliada al Partido Liberal Colombiano desde su época universitaria, Lindo llegó a ser directora de la Organización Nacional de Juventudes Liberales y miembro de la Dirección Nacional Adjunta de este partido político entre 2007 y 2009. En 2015, Lindo fue designada directora política del Partido Liberal Colombiano para las elecciones territoriales de 2015.
Luego de ejercer como asesora jurídica de diversas entidades estatales, Lindo fue designada directora general territorial de la Superintendencia de Servicios Públicos entre 2015 y 2018, destacándose por su contundencia en la inspección y sanción a diversas empresas que fallaban en la prestación de servicios. Así mismo, Jenny Lindo ha estado vinculada a diversos medios de comunicación como directora fundadora del portal web Ola Política y como directora de proyectos de la Revista Semana entre 2019 y 2021.
En 2021, Jenny Lindo fue designada como Secretaria General del Departamento de Sucre por el gobernador Héctor Olimpo Espinosa, liderando un proceso de modernización al modelo de gobernanza en esta región En varias ocasiones ha ejercido como Gobernadora encargada del departamento ante ausencias temporales del Gobernador Espinosa.